# شهرستان مندوسینو (کالیفرنیا)
شهرستان مندوسینو (به انگلیسی: Mendocino County) در ساحل شمالی ایالت کالیفرنیا، شمال منطقه خلیج سانفرانسیسکو و غرب دره مرکزی در آمریکا واقع شده‌است.
مطابق با سرشماری سال ۲۰۱۰ جمعیت آن معادل ۸۷٬۸۴۱ نفر برآورد شده‌است و بخشداری آن یوکیاه می‌باشد.
این شهرستان به علت داشتن خط ساحلی ممتاز با اقیانوس آرام، جنگل‌های ردوود، تولید شراب و دیدی آزادانه به مصرف ماری‌جوآنا معروف می‌باشد.